# Реакція копуляції Ешенмозера

Реакція копуляції Ешенмозера

Реакція копуляції Ешенмозера (рос. реакция сочетания Эшенмозера, англ. Eschenmoser coupling reaction) — утворення вінілогових амідів та уретанів алкілюванням вторинних або третинних тіоамідів електрофільними агентами, що супроводжується елімінуванням сірки.